# FK Kolín
Der FK Kolín ist ein tschechischer Fußballverein aus der mittelböhmischen Stadt Kolín.

## Vereinsgeschichte
Der FK Kolín wurde 1912 als SK Sparta Kolín gegründet. Unter diesem Namen bestand der Verein bis 1948. In Folge des Februarumsturzes 1948 wurde der Verein in die Sokol-Organisation eingegliedert. Ab 1951 firmierte der Klub als ZJS Koramo Kolín, ab 1953 als DSO Jiskra Kolín und ab 1957 schließlich als TJ Jiskra Kolín. Nach der samtenen Revolution kehrte der Verein zu seiner ursprünglichen Bezeichnung Sparta zurück. Bis dahin spielte die Herrenmannschaft nur auf regionaler Ebene.
Im Jahr 1991 gelang der Mannschaft der Aufstieg aus der fünften Liga in die Divize, die vierthöchste Spielklasse. Im Jahr 1995 wurden mit dem Einstieg des Sponsors Koramo die Spielrechte auf die eigene Tochtergesellschaft SK Sparta Kolín s.r.o. übertragen, die 1996 in FK Mogul Kolín s.r.o. umbenannt wurde. Mogul ist eine Marke von Koramo (bzw. dessen Nachfolger Poramo) für Motorenöle und ähnliche Produkte. Ziel war der Aufstieg in die ČFL, die dritthöchste tschechische Spielklasse. Dieses Ziel erreichte die Mannschaft in der Saison 1998/99 mit der Meisterschaft in der Divize C.
Zwei Jahre später gelang der Mannschaft der Aufstieg in die 2. Liga, doch wirkten sich die seit einiger Zeit bestehenden Probleme beim Hauptsponsor Koramo Kolín nun auch auf den Verein aus. Der Kader war nicht zweitligatauglich, und der FK Kolín musste den Profibereich nach nur einer Saison wieder verlassen.
Drei Jahre darauf folgte der Abstieg aus der ČFL, doch der Mannschaft gelang in der Saison 2005/06 die sofortige Rückkehr. 2008 ging es wieder eine Etage tiefer, und am Ende der Spielzeit 2008/09 musste die Mannschaft gar den Gang in die Fünftklassigkeit antreten. Der neuen Führungsriege gelang es, den Klub zu stabilisieren und einen tieferen Fall zu verhindern. Im Sommer 2010 feierte der FK Kolín die Rückkehr in die Divize, 2012 dann den Aufstieg in die ČFL.
In der Saison 2013/14 gewann die Mannschaft die Meisterschaft, doch der Vorstand zögerte mit der Anmeldung für die 2. Liga, weil der Klub wirtschaftlich nicht auf Profifußball vorbereitet und der Kader nicht konkurrenzfähig sei. Nach langem Hin und Her nahm man schließlich das Aufstiegsrecht wahr und kehrte nach zwölf Jahren in die 2. Liga zurück. Jedoch folgte bereits in der kommenden Saison der direkte Wiederabstieg.

## Vereinsnamen
- 1912 SK Sparta Kolín
- 1948 Sokol Kolín
- 1951 ZJS Koramo Kolín
- 1953 DSO Jiskra Kolín
- 1957 TJ Jiskra Kolín
- 1990 SK Sparta Kolín
- 1996 FK Mogul Kolín
- 2001 FK Kolín
- 2020 FK Sparta Kolín

## Trainer
- Martin Frýdek (2004–2005)